# Planejamento baseado em cenários
O planejamento baseado em cenários é um planejamento elaborado pelas empresas levando em considerações variáveis externas, onde a organização coleta materiais, efetua análises e promove entendimentos sobre elementos externos que poderão afetar o desenvolvimento de suas atividades.
A análise de séries temporais na elaboração de cenários pressupõe que situações passadas se repetirão no futuro. A partir da identificação das variáveis críticas, pode-se conhecer os fatores que alteram o futuro, tornando possível elaborar cenários estratégicos, ou seja prever as possibilidades (cenários) a fim de elaborar estratégias para cada cenário e se preparar para quando o futuro chegar. O planejamento por cenários não elimina a incerteza, mas ajuda a evitar o impacto do elemento surpresa, evitando os riscos de se fixar em apenas uma única possibilidade.